# Molophilus subhastatus
Molophilus subhastatus är en tvåvingeart som beskrevs av Alexander 1931. Molophilus subhastatus ingår i släktet Molophilus och familjen småharkrankar. Inga underarter finns listade i Catalogue of Life.